# Gewoon gaffeltandmos
Gewoon gaffeltandmos (Dicranum scoparium) is een soort uit het geslacht gaffeltandmos (Dicranum). 

## Determinatie
Gewoon gaffeltandmos vormt glanzend groene zoden, pollen of kussens. De plant kan een hoogte bereiken van 5–10 cm. Naargelang het seizoen verkleuren deze geel of bruinachtig. De stengels zijn onvertakt of hooguit zwak gevorkt. Het onderste deel van de stengels is meestal omgeven door een dicht bruinachtig of grijs rhizoïdvilt. De bladen zijn verspreid ingeplant en hebben een eironde voet. Ze zijn gezaagd en hebben een lange priemvormige spits. Alle bladen groeien in dezelfde richting. Het bruine gladde sporangium (kapsel) is gebogen en cilindervormig. De bruinrode seta is 2 à 4 cm lang.
Gewoon gaffeltandmos is een tweehuizige soort die zich vaak vegetatief voortplant door stengels of takken af te breken. Het mos groeit van april tot december.

## Ecologie
Gewoon gaffeltandmos komt voor in bossen en op heiden met een zure humuslaag. Daarnaast groeit het ook op boomstammen en rotsen. 

## Verspreiding
De soort komt voor op het noordelijk halfrond, namelijk in gematigde streken. Het verspreidingsgebied strekt zich noordwaarts uit tot in de toendragebieden en in de bergen tot een hoogte van 3000 m. De soort komt ook voor in Nieuw-Zeeland, de Canarische Eilanden en Madeira. Dit mos is wijdverspreid en algemeen in Europa. 
In Nederland komt het algemeen voor. Het staat niet op de Nederlandse Rode Lijst en is niet bedreigd.

## Foto's

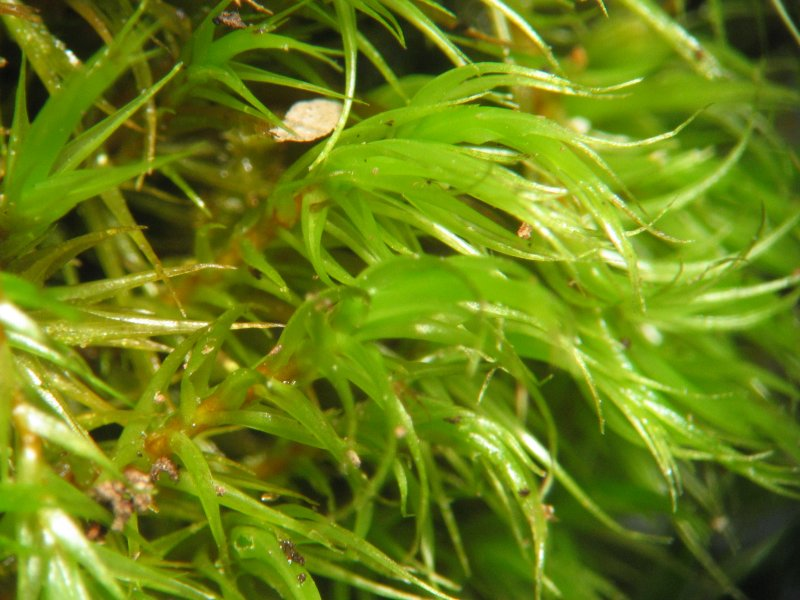
Stengeltoppen
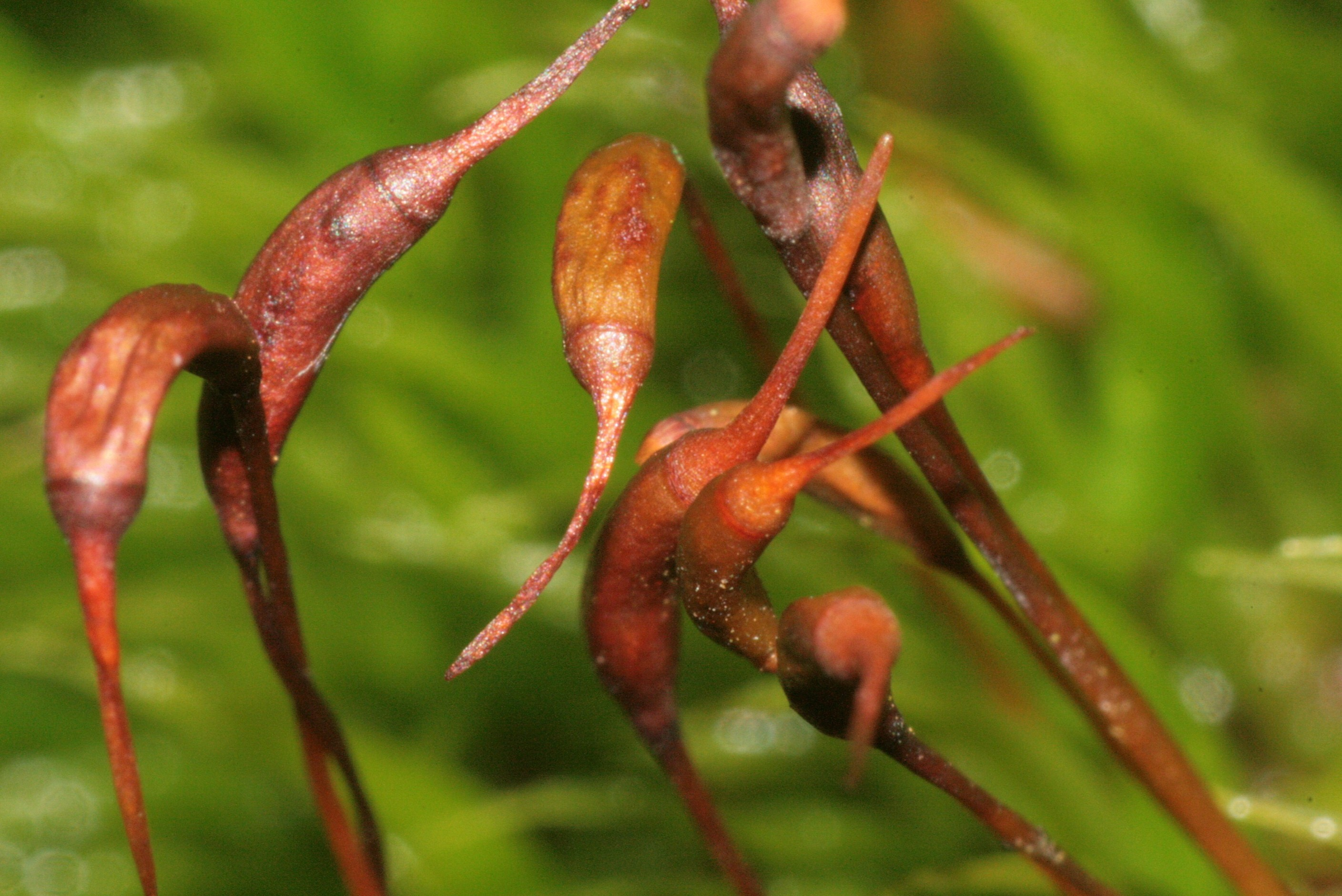
Sporenkapsels
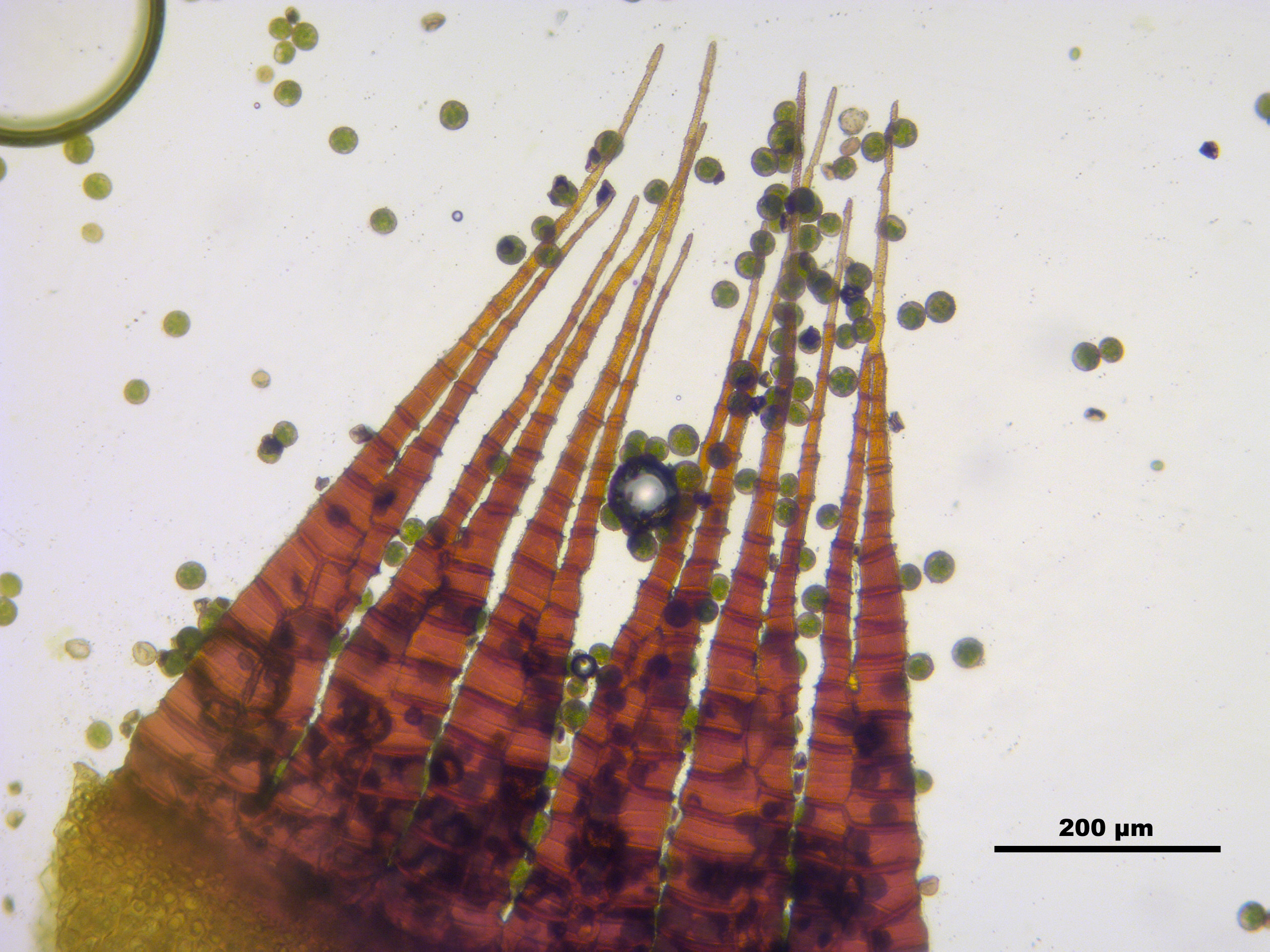
Peristoomtanden
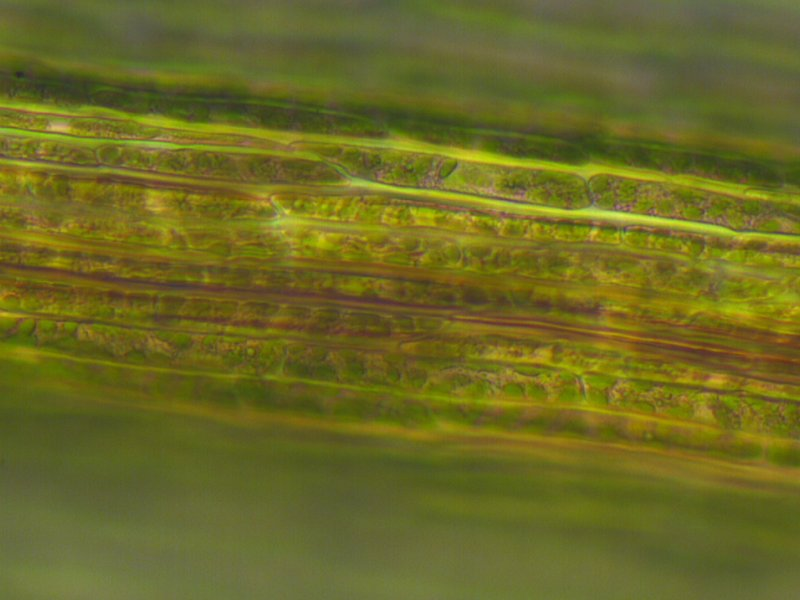
Bladnerf
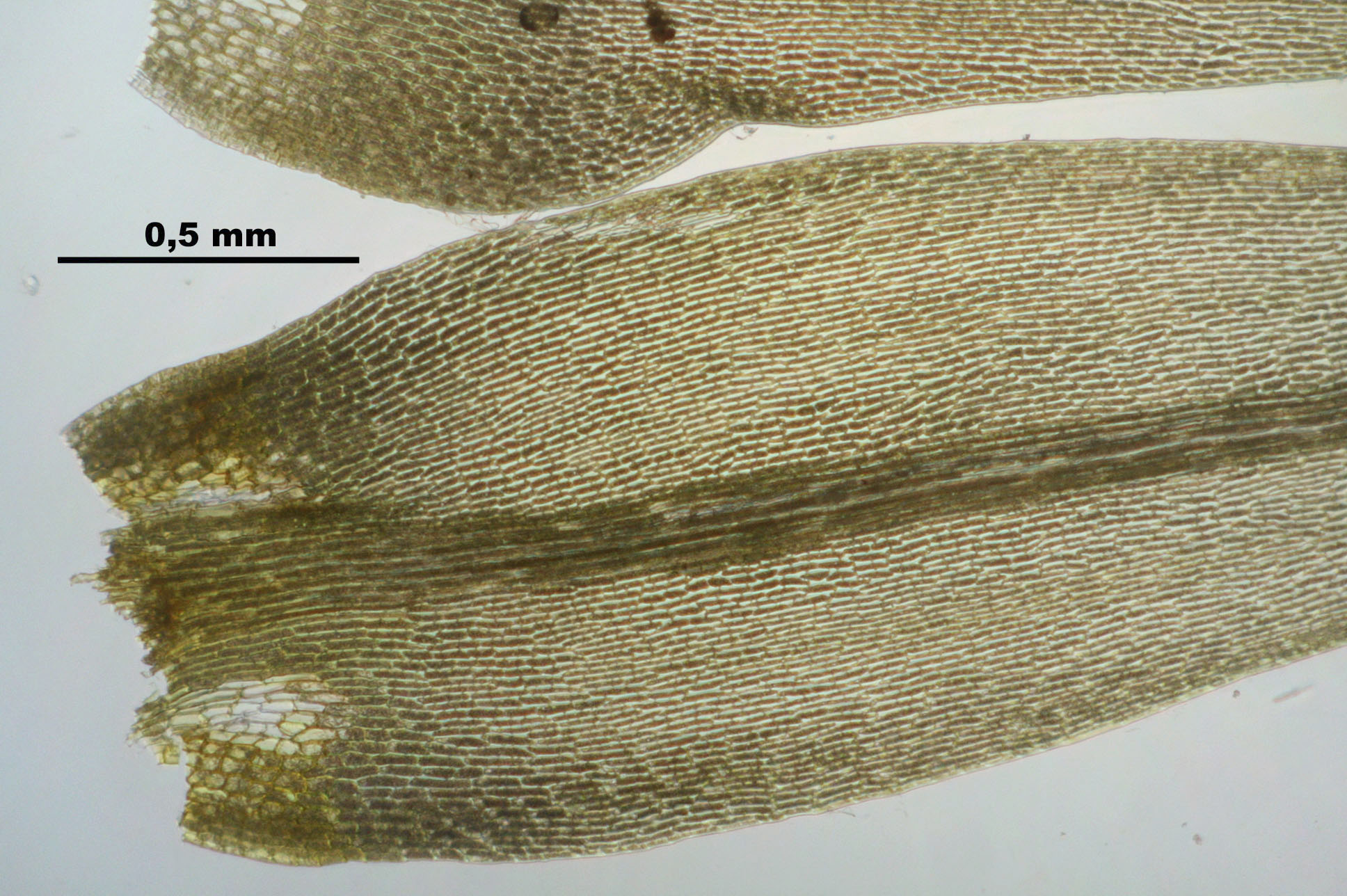
Bladvoet
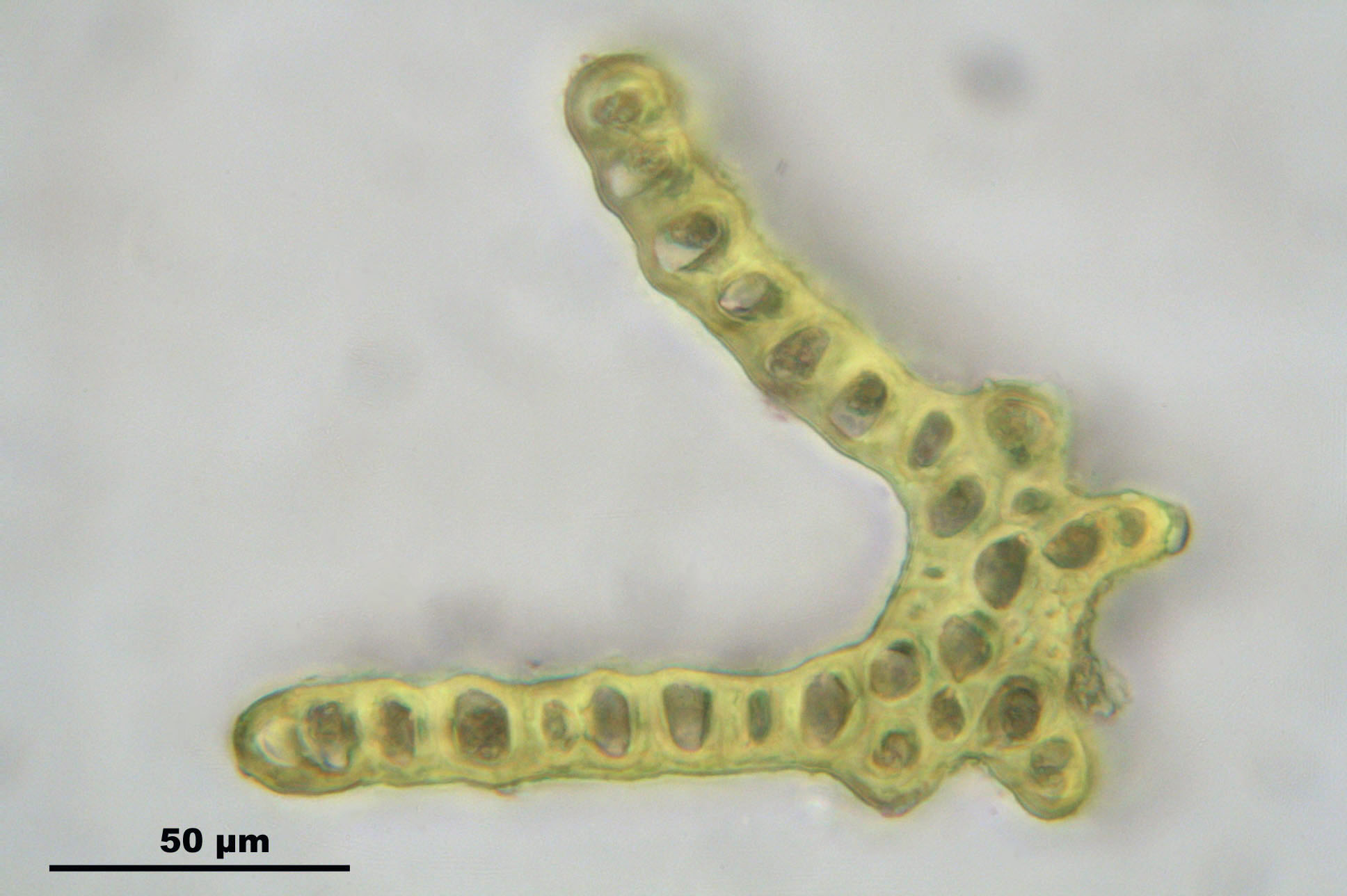
Bladdoorsnede
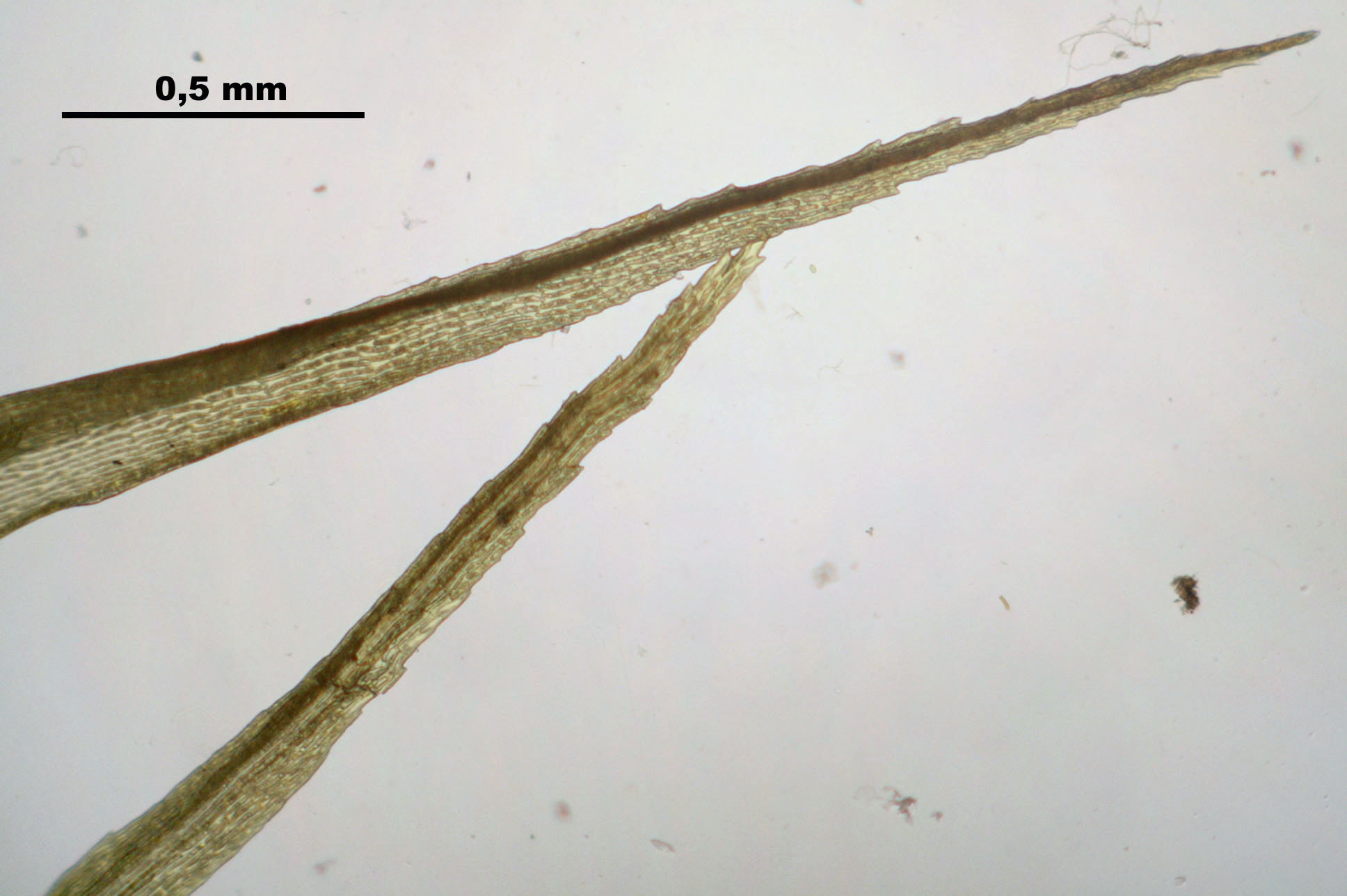
Bladtop
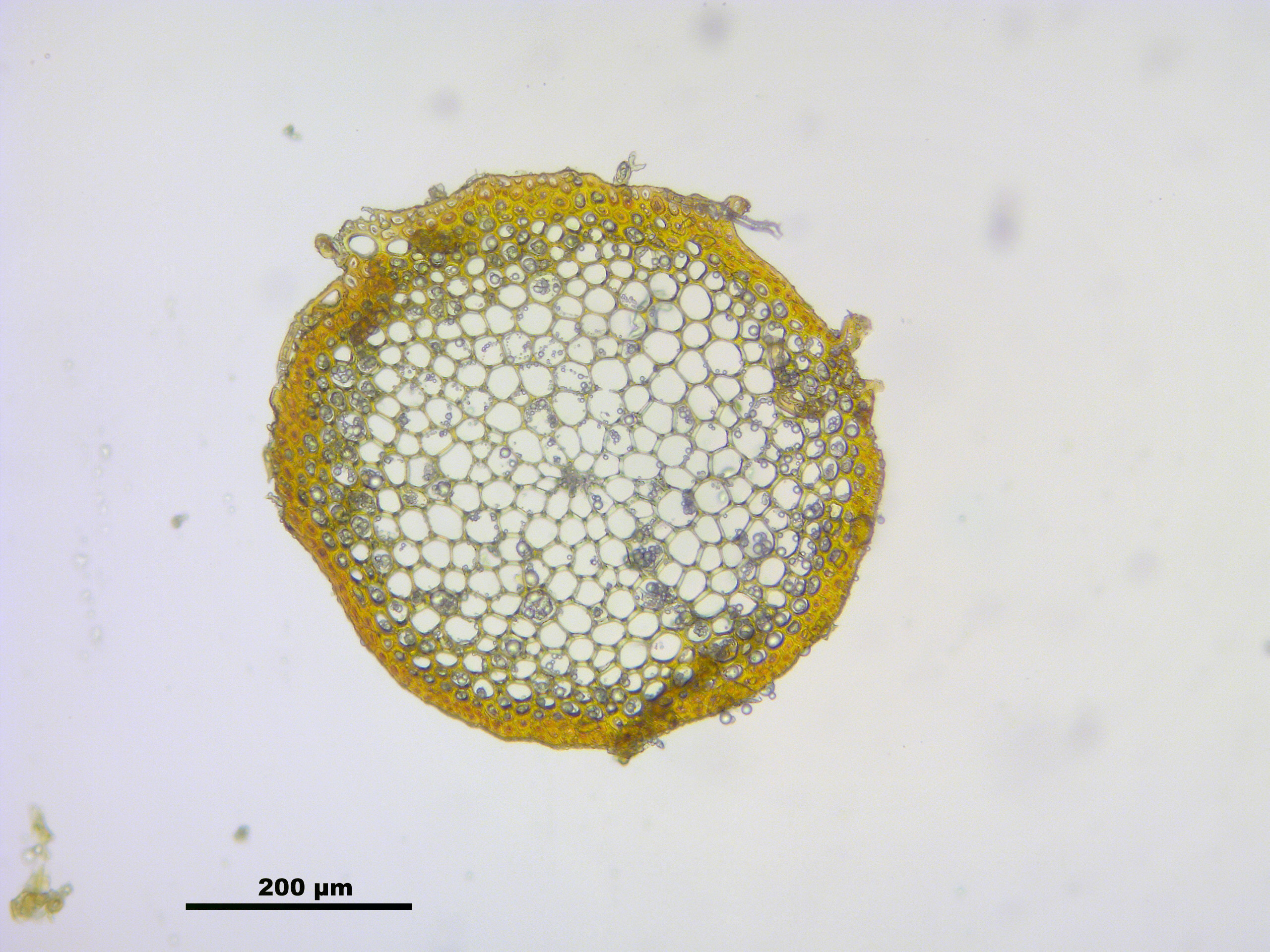
Stengeldoorsnede
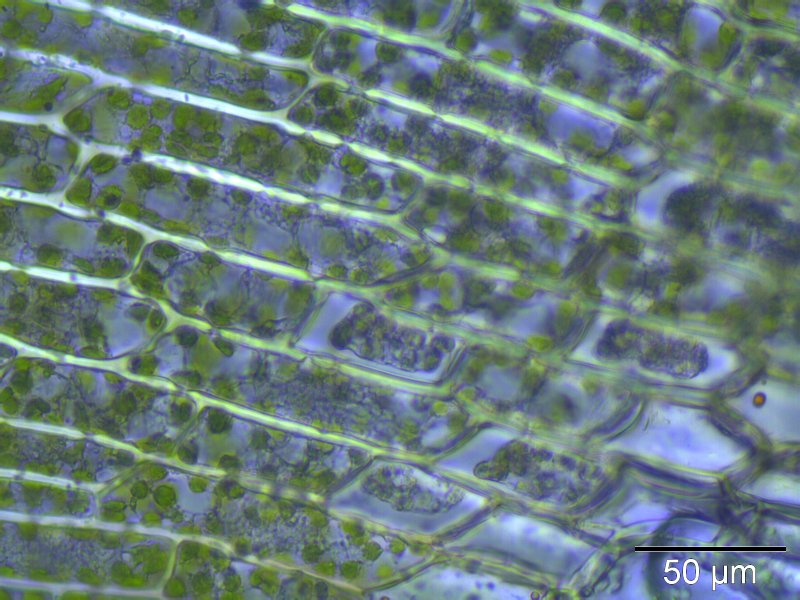
Bladschijf cellen
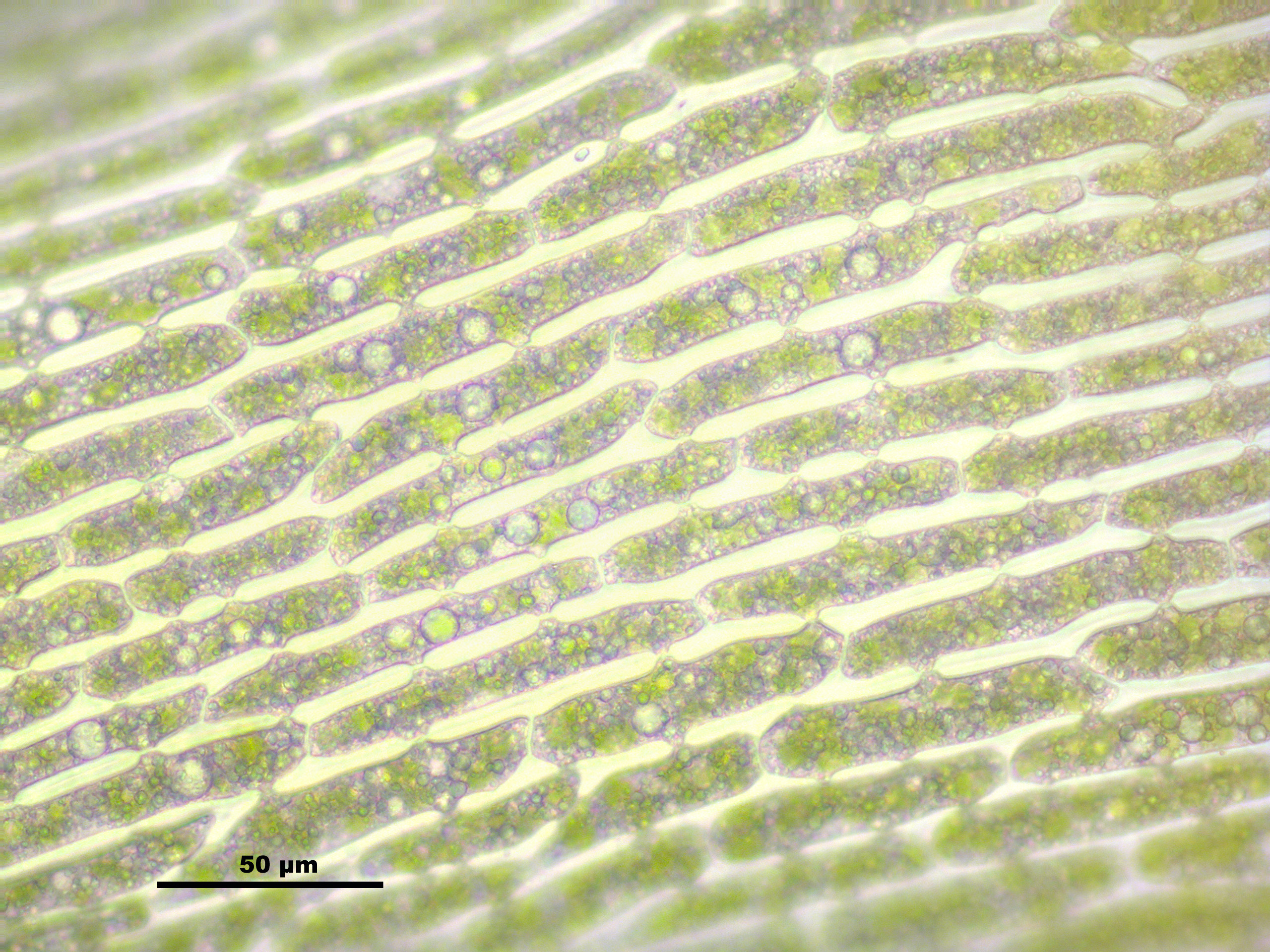
Bladcellen
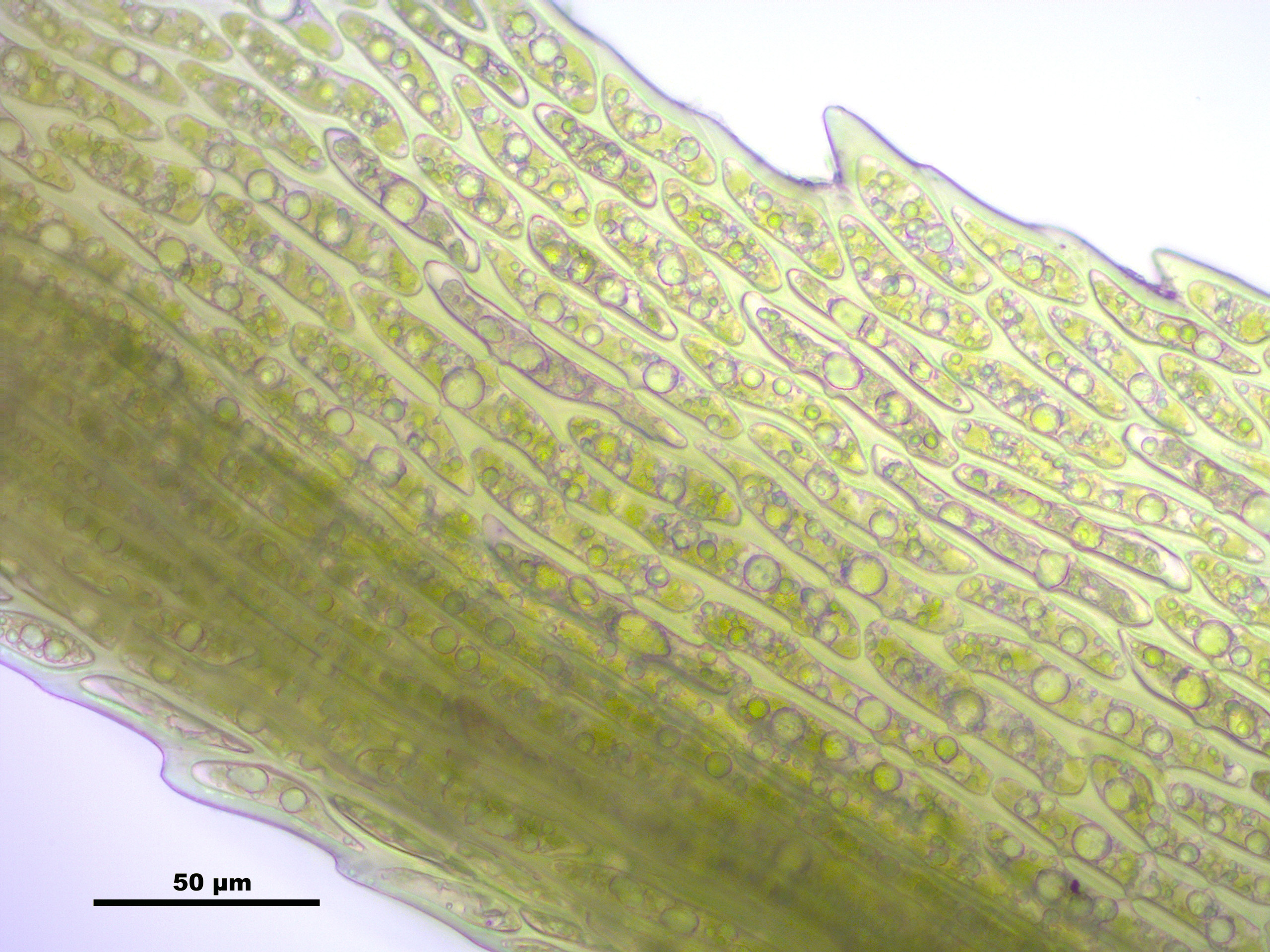
Bladcellen midden
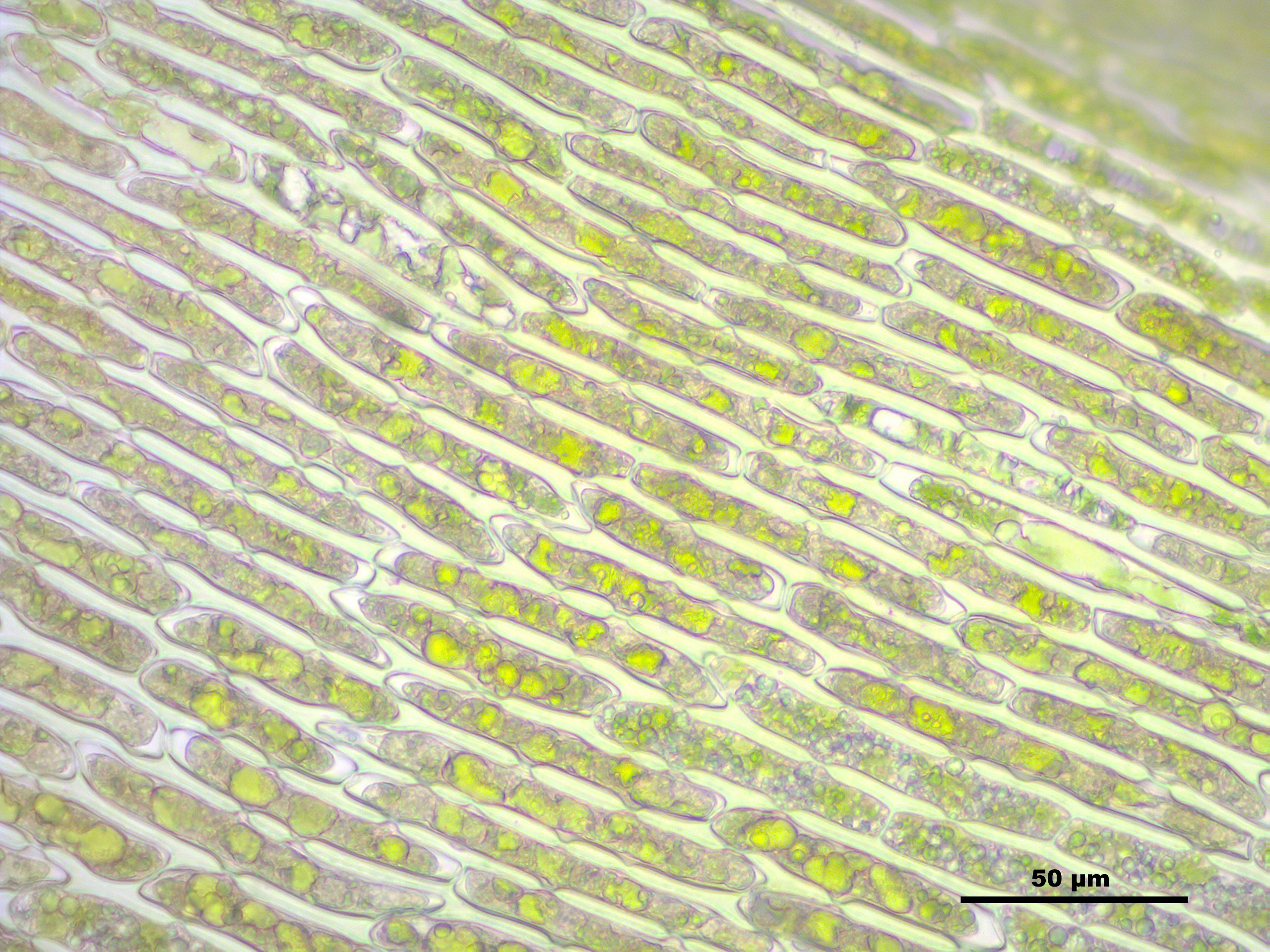
Bladcellen
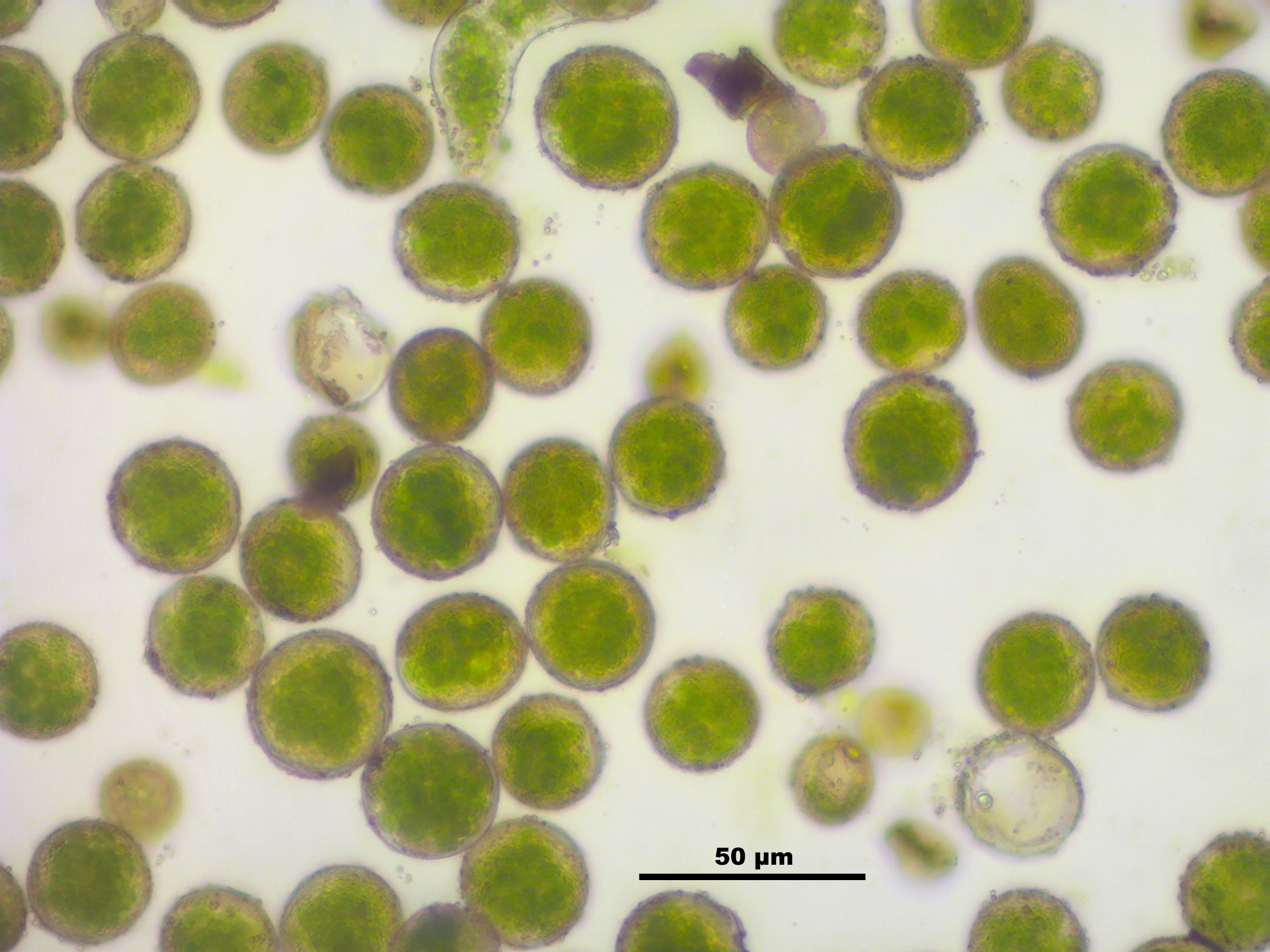
Sporen